# Franz Lorenz Gerbl
Franz Lorenz Gerbl (* 25. Juni 1830 in Wasserburg am Inn; † 11. Juni 1857 in Khartum) war ein deutscher Missionar, der zwar das Klosterinternat Scheyern besuchte, jedoch selbst später kein Ordenspriester wurde.

## Leben
Gerbl wurde als eines von vier Kindern am 25. Juni 1830 geboren. Seine Eltern waren angesehene Brauereibesitzer in seiner Heimat Wasserburg. Er gründete am 25. Juni 1848 mit zwölf anderen Schülern der beiden damaligen Münchner Gymnasien den Katholischen Leseverein für Studierende mit dem Zweck „durch Wort, Schrift und Beispiel den katholischen Glauben nicht nur aufrechtzuerhalten, sondern auch nach Möglichkeit zu verbreiten“. Der Verein gab sich zunächst den Namen „Orthodoxia“, musste sich aber auf Anordnung der Schulleitung umbenennen in den Schülerverein „Sophrosyne“. Aus diesem Verein heraus entwickelte der junge Münchner Theologiestudent an der Universität München 1851 die katholische Studentenverbindung „Aenania“, die heutige KDStV Aenania München mit den grundlegenden Prinzipien Katholizismus, Wissenschaft und Lebensfreundschaft. Duellverbot und das Tragen von Farben werden in die Statuten aufgenommen. Eine wesentliche Forderung von Franz Lorenz Gerbl war es auch „in die Sozietät zu wirken“. Seine Vorstellung war es, gegen den „übersteigerte Ehrbegriffe und Nationalstolz“ der studentischen Burschenschaften einen Gegenpol zu bilden. 
Franz Lorenz Gerbl war es auch, der zusammen mit Ferdinand Speil einen Breslauer Leseverein zur Gründung einer Verbindung anregte. 1856 gründete sich in Breslau die katholische Studentenverbindung Winfridia, die heutige KDStV Winfridia (Breslau) Münster. Winfridia regte im gleichen Jahr an, dass die beiden Schwesterverbindungen freundschaftliche Beziehungen aufnehmen. Aenania akzeptierte das Angebot am 6. Dezember 1856. Von daher gilt dieses Datum als das Gründungsdatum des Cartellverbandes der katholischen deutschen Studentenverbindungen (CV).
Franz Lorenz Gerbl empfing 1855 die Priesterweihe und trat später in die Mission von Zentral-Afrika ein. Er war als Apostolischer Missionar im heutigen Sudan tätig, starb jedoch schon einige Wochen nach seiner Ankunft in Afrika an Malaria.